# Dampfstraßenbahn Neuötting–Altötting
| |                             |                                                                                    |                                          |
| Kursbuchstrecke: | DR 433 K.Bay.Sts.B. 302-174 |                                                                                    |                                          |
| Streckenlänge: | 5,146 km                    |                                                                                    |                                          |
| Spurweite: | 1000 mm (Meterspur)         |                                                                                    |                                          |
| Maximale Neigung: | 58,1 ‰                      |                                                                                    |                                          |
| Minimaler Radius: | 20,0 m                      |                                                                                    |                                          |
| Streckengeschwindigkeit: | 15 km/h                     |                                                                                    |                                          |
| |                             |                                                                                    |                                          |
| \| \| 0,000 \| Güterschuppen \| Güterschuppen \| \| \| 0,118 \| Neuötting Bahnhof \| Neuötting Bahnhof \| \| \| \| Übergang zur Bahnstrecke München–Simbach \| \| \| \| 1,244 \| Straßenkreuzung \| Straßenkreuzung \| \| \| 1,400 \| Isenflutkanal (10,10 m) \| Isenflutkanal (10,10 m) \| \| \| 1,500 \| Inn und Stadtgrenze zu Neuötting \| Inn und Stadtgrenze zu Neuötting \| \| \| 1,738 \| Neuötting Innbrücke \| Neuötting Innbrücke \| \| \| 2,200 \| Neuötting Spital \| Neuötting Spital \| \| \| 2,700 \| Neuötting Pfarrkirche \| Neuötting Pfarrkirche \| \| \| 2,900 \| Neuötting Marktplatz \| Neuötting Marktplatz \| \| \| 3,200 \| Neuötting Burghauser Tor \| Neuötting Burghauser Tor \| \| \| 3,300 \| Burghauser Tor \| Burghauser Tor \| \| \| 3,600 \| Neuötting Krankenhaus \| Neuötting Krankenhaus \| \| \| 4,000 \| Neuötting Betriebsstation \| Neuötting Betriebsstation \| \| \| 4,340 \| Straßendurchlass (Betoneisenbau) \| Straßendurchlass (Betoneisenbau) \| \| \| 4,400 \| Altötting Franziskushaus \| Altötting Franziskushaus \| \| \| 5,146 \| Altötting Kapellplatz \| Altötting Kapellplatz \| \| \| \| Circa 600 Meter Fußweg zum Bahnhof Altötting an der Bahnstrecke Tüßling–Burghausen \| \| |                             |                                                                                    |                                          |
| U-Bahn-Betriebs-/Güterbahnhof Streckenanfang (Strecke außer Betrieb) | 0,000                       | Güterschuppen                                                                      | Güterschuppen                            |
| U-Bahn-Bahnhof (Strecke außer Betrieb) | 0,118                       | Neuötting Bahnhof                                                                  | Neuötting Bahnhof                        |
| U-Bahn-Strecke (außer Betrieb) |                             | Übergang zur Bahnstrecke München–Simbach                                           | Übergang zur Bahnstrecke München–Simbach |
| U-Bahn-Haltepunkt / Haltestelle (Strecke außer Betrieb) | 1,244                       | Straßenkreuzung                                                                    | Straßenkreuzung                          |
| U-Bahn-Brücke über Wasserlauf (Strecke außer Betrieb) | 1,400                       | Isenflutkanal (10,10 m)                                                            | Isenflutkanal (10,10 m)                  |
| U-Bahn-Brücke über Wasserlauf (Strecke außer Betrieb) | 1,500                       | Inn und Stadtgrenze zu Neuötting                                                   | Inn und Stadtgrenze zu Neuötting         |
| U-Bahn-Haltepunkt / Haltestelle (Strecke außer Betrieb) | 1,738                       | Neuötting Innbrücke                                                                | Neuötting Innbrücke                      |
| U-Bahn-Bahnhof (Strecke außer Betrieb) | 2,200                       | Neuötting Spital                                                                   | Neuötting Spital                         |
| U-Bahn-Haltepunkt / Haltestelle (Strecke außer Betrieb) | 2,700                       | Neuötting Pfarrkirche                                                              | Neuötting Pfarrkirche                    |
| U-Bahn-Bahnhof (Strecke außer Betrieb) | 2,900                       | Neuötting Marktplatz                                                               | Neuötting Marktplatz                     |
| U-Bahn-Haltepunkt / Haltestelle (Strecke außer Betrieb) | 3,200                       | Neuötting Burghauser Tor                                                           | Neuötting Burghauser Tor                 |
| U-Bahn-Tunnel (Strecke außer Betrieb) | 3,300                       | Burghauser Tor                                                                     | Burghauser Tor                           |
| U-Bahn-Haltepunkt / Haltestelle (Strecke außer Betrieb) | 3,600                       | Neuötting Krankenhaus                                                              | Neuötting Krankenhaus                    |
| U-Bahn-Bahnhof (Strecke außer Betrieb) | 4,000                       | Neuötting Betriebsstation                                                          | Neuötting Betriebsstation                |
| U-Bahn-Brücke (Strecke außer Betrieb) | 4,340                       | Straßendurchlass (Betoneisenbau)                                                   | Straßendurchlass (Betoneisenbau)         |
| U-Bahn-Haltepunkt / Haltestelle (Strecke außer Betrieb) | 4,400                       | Altötting Franziskushaus                                                           | Altötting Franziskushaus                 |
| U-Bahn-Kopfbahnhof Streckenende (Strecke außer Betrieb) | 5,146                       | Altötting Kapellplatz                                                              | Altötting Kapellplatz                    |
| |                             | Circa 600 Meter Fußweg zum Bahnhof Altötting an der Bahnstrecke Tüßling–Burghausen |                                          |

Die Dampfstraßenbahn Neuötting–Altötting, auch Lokalbahn Neuötting–Altötting oder volkstümlich Bockerl genannt, war eine meterspurige Dampfstraßenbahn in Bayern. Sie verband von 1906 bis 1930 die beiden oberbayerischen Kleinstädte Altötting und Neuötting mit dem peripher gelegenen Bahnhof Neuötting.
Die Überlandstraßenbahn wurde als letzter Straßenbahnbetrieb auf dem Gebiet des heutigen Freistaates Bayern angelegt. Sie war die einzige Straßenbahnstrecke und eine von nur zwei Schmalspurstrecken im Besitz der Königlich Bayerischen Staatseisenbahnen. Ab 1920 war die Bahn der einzige Straßenbahnbetrieb der damals neugegründeten Deutschen Reichsbahn.

## Geschichte

### Vorgeschichte
Bereits in den 1860er Jahren bemühten sich sowohl Neuötting mit seinen damals rund 3100 Einwohnern, als auch das 5400 zählende Altötting um einen Anschluss an die geplante Bahnstrecke München–Simbach. Jedoch konnte man sich nicht auf die Lage eines gemeinsamen Bahnhofs einigen, außerdem wollten die Planer die dazu notwendige doppelte Überquerung des Inns aus Kostengründen sparen. Letztendlich gingen bei der 1871 erfolgten Eröffnung beide Städte leer aus. Zwar erhielt Neuötting einen Bahnhof an der neuen Strecke, jedoch lag dieser rund drei Kilometer vom Stadtzentrum entfernt jenseits des Inns in Eisenfelden, einem Ortsteil von Winhöring.
Altötting erhielt letztlich 1897 einen eigenen Bahnhof an der damals eröffneten Lokalbahn Mühldorf–Burghausen. Jedoch lag auch dieser nicht direkt im Stadtzentrum, außerdem machte sich auch das Fehlen einer direkten Verbindung zwischen den beiden Nachbarstädten immer deutlicher bemerkbar. Altötting war damals wie heute meistbesuchter bayerischer Wallfahrtsort und um diese Position zu stärken setzte sich auch der damalige Altöttinger Dompropst Dr. Franz Seraph Ritter von Pichler für eine direkte Verbindung zwischen Alt- und Neuötting ein.
Zur weiteren Verbesserung der Verkehrsverhältnisse entschieden sich die Königlich Bayerischen Staatseisenbahnen daher um die Jahrhundertwende zum Bau einer Querverbindung. Nachdem eine elektrisch betriebene Bahn aufgrund des vergleichsweise geringen Verkehrsbedarfs schnell wieder verworfen wurde, konzentrierte man sich auf die Errichtung einer klassischen dampfgetriebenen Bahn.

### Konzession
Die geplante Strecke wurde juristisch betrachtet als Straßenbahnbetrieb konzessioniert. Auch in den Ausnahmebestimmungen für den Bau und Betrieb der schmalspurigen Dampfstraßenbahn Neuötting–Altötting, gültig ab 20. August 1906, ist von einer Straßenbahn die Rede. In diesen Bestimmungen wurden die diversen Straßenbahn-typischen Abweichungen gegenüber dem klassischen Eisenbahnbetrieb auf den übrigen Strecken der Königlich Bayerischen Staatseisenbahnen festgelegt.
Diese Klassifizierung geschah in erster Linie, weil die Trasse der Bahn – vergleichbar einer klassischen Straßenbahn – ausschließlich im öffentlichen Straßenraum verlaufen sollte. In diesem Fall lag die Konzessionierung als Straßenbahn also nahe, denn für den Betrieb einer Straßenbahn gelten – im Vergleich zu einer vollwertigen Eisenbahn – bis heute in vielen Aspekten vereinfachte Vorschriften. Diese lassen sich mit dem Betrieb im öffentlichen Straßenraum leichter vereinbaren.
Erschwerend hinzu kam außerdem noch der § 9 einer königlichen Verordnung vom 20. Juni 1855. Nach ihr wurde die Anlage einer neuen Eisenbahn in Bayern in der Regel verboten, wenn diese zwischen Endpunkten verlaufen sollte, die bereits von konzessionierten Eisenbahnen betreut wurden. Dies traf in diesem Fall zu, weil sowohl Neuötting als auch Altötting bereits an das Eisenbahnnetz angeschlossen waren. So blieb den Verantwortlichen nicht viel anderes übrig, als die neue Bahn als Straßenbahn zu bauen und zu betreiben.

### Bau und Eröffnung

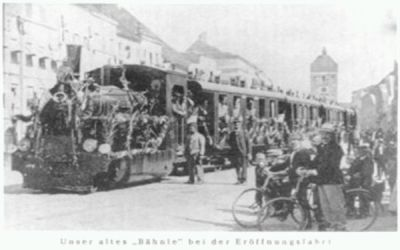
Neuötting am 16. August 1906: Eröffnungszug aus Altötting erreicht den Stadtplatz. Im Hintergrund das Burghauser Tor.

Am 26. September 1905 begannen die Königlich Bayerischen Staatseisenbahnen mit dem Bau einer insgesamt 5,146 Kilometer langen meterspurigen Dampfstraßenbahn. Für die in der Fahrstraße verlegten Gleisanlagen wurden Rillenschienen der Form 17c verwendet, diese wurden von der Phoenix-Hütte aus Ruhrort bezogen. Verlegt wurden sie auf einem Unterbau von grob gestampftem Mörtel. Zuvor musste in Altötting außerdem die Staatsstraße Eggenfelden–Trostberg auf einer Länge von 700 Metern zur Raumgewinnung für die Lokalbahn verbreitert werden. Eröffnet wurde die neue Verbindung schließlich am 16. August 1906.
Nach der in den Jahren 1885 bis 1898 errichteten Schmalspurbahn Eichstätt–Kinding – welche später auf Normalspur umgespurt wurde – war die Dampfstraßenbahn Neuötting–Altötting die zweite Schmalspurstrecke der Königlich Bayerischen Staatseisenbahnen. Weitere Schmalspurbahnen legte die Gesellschaft nicht mehr an. Maßgeblich für die Wahl der Spurweite war die Trassierung durch die engbebaute Stadtmitte Neuöttings, insbesondere die schmale Durchfahrt durch das Burghauser Tor spielte hierbei eine entscheidende Rolle.

### Betrieb
Die Dampfstraßenbahn Neuötting–Altötting transportierte neben Personen und Stückgut ausschließlich Bahnpost, jedoch keine Güter wie eine normale Eisenbahn. Der Posttransport mit Straßenbahnen war früher typisch, in Großstädten gab es dazu sogar spezielle Poststraßenbahnen. Für die Erlaubnis zur Beförderung von Gütern wäre in Bayern hingegen bereits bei der Konzessionierung eine höhere Klassifizierung nötig gewesen, das heißt mindestens als Lokalbahn. Als weitere typische Besonderheit einer Dampfstraßenbahn gab es auf den Lokomotiven der Strecke Neuötting–Altötting keinen Heizer, das heißt, sie wurden im sogenannten Einmannbetrieb bedient.

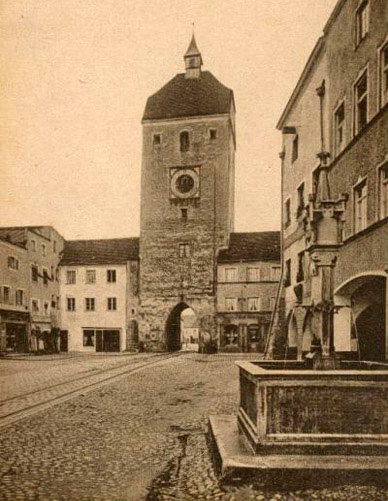
Neuötting: Der Schienenstrang durch das Burghauser Tor.

Die Geschwindigkeit der Dampfstraßenbahn war auf 15 Kilometer in der Stunde begrenzt. Die Fahrt über die Gesamtstrecke dauerte daher 27 Minuten, dies entsprach einer relativ geringen Durchschnittsgeschwindigkeit von 11,2 Kilometern in der Stunde. Im Sommerfahrplan 1924 waren es bereits 30 Minuten, das heißt nur noch 10,1 Kilometer in der Stunde. Insgesamt wurden neun Zwischenhaltestellen bedient, der mittlere Stationsabstand betrug 502,8 Meter.
In den ersten viereinhalb Monaten beförderte die Dampfstraßenbahn 83.777 Fahrgäste, in den Folgejahren pendelten sich die Passagierzahlen bei etwa 250.000 jährlich ein. Den Rekord erreichte die Bahn im Ersten Weltkrieg, 1917 wurden 366.716 Personen befördert. Danach nahmen die Fahrgastzahlen jedoch kontinuierlich ab und 1924 wurde mit nur 80.732 Fahrgästen und 39 Tonnen Stückgut ein neuer Negativrekord erreicht. In den Folgejahren stieg die Beförderungsleistung zwar wieder auf circa 140.000 Fahrgäste und knapp 50 Tonnen Stückgut jährlich an – dennoch blieben die Fahrgastzahlen auf Dauer weit hinter den ursprünglichen Erwartungen zurück.
Auch das Fahrplanangebot wurde im Laufe der Jahre entsprechend der sinkenden Nachfrage verringert. Während anfangs noch täglich elf Zugpaare zwischen 6 und 24 Uhr eingesetzt wurden, so waren es in den 1920er Jahren nur noch sechs Zugpaare zwischen 6 und 20 Uhr.
Im Jahre 1920 übernahm die neugegründete Deutsche Reichsbahn die Dampfstraßenbahn von den damals aufgelösten Königlich Bayerischen Staatseisenbahnen. Diese musste den Betrieb vom 1. Februar 1923 bis zum 18. August 1923 auf Veranlassung des Reichsverkehrsministers aufgrund von Kohle-Mangel komplett einstellen.

### Stilllegung

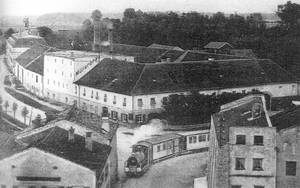
Neuötting: Ein aus Altötting kommender Zug passiert bei der Müllerbräu-Kreuzung die engste Kurve der Bahn. Gleich fährt er durch das Burghauser Tor, von wo aus die Aufnahme entstand.

Ende der 1920er Jahre wurde die Straßenbahn angesichts der zunehmenden Motorisierung immer stärker als Hindernis wahrgenommen. Zudem galt der Betrieb einer dampfgetriebenen Bahn durch engbebaute Straßenzüge als nicht mehr zeitgemäß. Aber auch die geringen Fahrgastzahlen bekräftigten die zunehmenden Forderungen nach einer Umstellung auf Omnibus-Betrieb, im Frühjahr 1929 fiel der Beschluss zur Aufgabe der Bahn.
Anfang 1930 genehmigte das Reichsverkehrsministerium in Berlin schließlich die Einstellung der Bahn und den Ersatz durch eine Kraftpostlinie der Reichspost. Letzter Betriebstag der Dampfstraßenbahn war schließlich der 1. April 1930. Noch am Stilllegungstag kündigte die örtliche Zeitung für den 2. April noch einmal Freifahrten an, diese Meldung erwies sich jedoch als Aprilscherz.
Die Dampfstraßenbahn Neuötting–Altötting wurde damit als letzte ihrer Art in Deutschland stillgelegt, alle vergleichbaren Anlagen waren bereits zuvor entweder elektrifiziert oder stillgelegt worden.

### Ersatz durch Omnibusverkehr

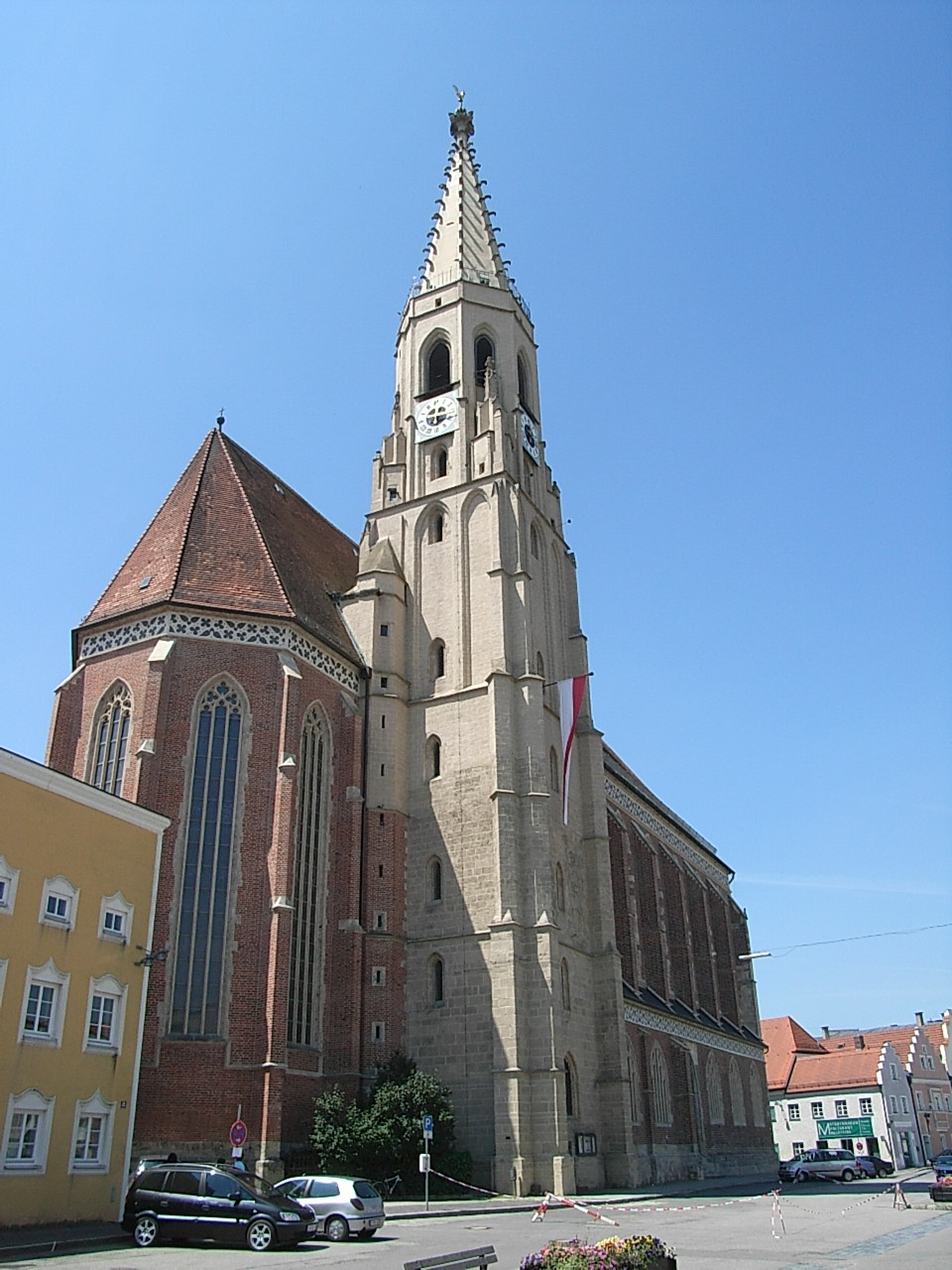
Die ehemalige Haltestelle vor der Neuöttinger Pfarrkirche St. Nikolaus wird heute vom Bus nicht mehr bedient.

Als Ersatz für die Dampfstraßenbahn verkehren seit 1930 Omnibusse. Jahrzehntelang handelte es sich dabei um Fahrten der Kraftpost, später verkehrten Bahnbusse der Deutschen Bundesbahn. Seit 1989 ist die Linienkonzession im Besitz der damals gegründeten Regionalbus Ostbayern GmbH (RBO). Die RBO war zunächst eine Tochtergesellschaft der Deutschen Bundesbahn, seit 1994 ist sie entsprechend eine Tochter der Deutschen Bahn AG. Die Linienkonzession für die frühere Straßenbahnstrecke befindet sich somit nach wie vor im Besitz des Staates. Die RBO bezeichnet die Strecke heute als Linie 6223.
Die Linie 6223 bedient die Strecke der ehemaligen Straßenbahn heute achtmal täglich in beide Richtungen. Gefahren wird jedoch nur montags bis freitags, am Wochenende werden im betreffenden Abschnitt keine Fahrten durchgeführt. Sie bedient dabei im Süden zusätzlich auch noch den Bahnhof von Altötting und fährt im Norden über den Bahnhof Neuötting hinaus bis nach Eggenfelden. Einzelne Fahrten bedienen außerdem zusätzlich das Neuöttinger Wohngebiet Michaelifeld.
Im Kernbereich der beiden Nachbarstädte wird die ehemalige Straßenbahn heute durch die Linie 11 des privaten Verkehrsunternehmens ELITE-Reisen Vorderobermeier GmbH ersetzt. Diese Linie verkehrt wochentags tagsüber im Stundentakt (kein Abendverkehr), am Wochenende hingegen nur zwei- bis dreimal. Sie ist eine von zwei Linien des Öttinger Stadtbus. Die Linie 11 bedient in Altötting darüber hinaus außerdem noch das Wohngebiet südlich der Bahnstrecke Mühldorf–Burghausen, den Bahnhof sowie den westlichen Stadtbereich. In Neuötting bedient sie zusätzlich das Wohngebiet Michaelifeld und das Gewerbegebiet Inncenter.
Abgesehen von den oben genannten Streckenerweiterungen folgen sowohl die Stadtbuslinie 11 als auch die Überlandlinie 6223 dabei im Wesentlichen der Streckenführung der früheren Straßenbahn. Auch zahlreiche Bushaltestellen entsprechen in ihrer Lage exakt den früheren Straßenbahnhaltestellen. Die Haltestelle Neuötting Innbrücke trägt darüber hinaus als einzige noch ihre alte Bezeichnung:
| Frühere Bezeichnung       | Heutige Bezeichnung            | Bemerkung                    | Buslinien   |
| ------------------------- | ------------------------------ | ---------------------------- | ----------- |
| Bahnhof Neuötting         | Neuötting, Bahnhof Eisenfelden |                              | 6223        |
| Straßenkreuzung           | x                              | Haltestelle aufgelassen      |             |
| Neuötting Innbrücke       | Neuötting Innbrücke            |                              | 11 und 6223 |
| Neuötting Spital          | Neuötting Kruse                |                              | 11 und 6223 |
| Neuötting Pfarrkirche     | x                              | Haltestelle aufgelassen      |             |
| Neuötting Marktplatz      | Neuötting Stadtplatz           |                              | 11 und 6223 |
| Neuötting Burghauser Tor  | x                              | Haltestelle aufgelassen      |             |
| Neuötting Krankenhaus     | Neuötting Friedhof             |                              | 6223 a      |
| Neuötting Betriebsstation | x                              | Haltestelle aufgelassen      |             |
| Altötting Franziskushaus  | Altötting Berufsschule         |                              | 11 und 6223 |
| x                         | Altötting Michaelifriedhof     | Haltestelle neu eingerichtet | 11 und 6223 |
| Altötting Kapellplatz     | x                              | Haltestelle aufgelassen      |             |

## Streckenbeschreibung

Am Bahnhof Neuötting abfahrende Dampfstraßenbahn

Am Bahnhof Neuötting befanden sich die Anlagen der Dampfstraßenbahn auf dem Bahnhofsvorplatz, parallel zur Normalspurstrecke von München über Mühldorf nach Simbach am Inn. Sie waren betrieblich komplett von den Anlagen der Regelspur getrennt, lediglich der Güterschuppen wurde gemeinsam benutzt. Er war auf der Nordseite an die Normalspur und auf der Südseite an die Schmalspur angeschlossen. Dadurch konnten Bahnpost und Stückgut einfacher umgeladen werden. Für die Schmalspurstrecke existierten am Ausgangspunkt außerdem ein Kohlenschuppen in Fachwerkbauweise und ein Wasserkran. Vor dem Empfangsgebäude befand sich die zweigleisige Umsetzendstelle.
Unmittelbar nach der Abfahrt wandte sich die Dampfstraßenbahn in südliche Richtung und folgte der damaligen Staatsstraße Eggenfelden–Trostberg. Nach etwas mehr als einem Kilometer erreichte sie das linke Ufer des Inns, welchem sie ein kurzes Stück flussaufwärts folgte. Am linken Ufer befand sich beim Streckenkilometer 1,244 auch die erste Haltestelle, Straßenkreuzung genannt. Namensgebend war die Einmündung der Staatsstraße aus Richtung Landshut in diejenige nach Eggenfelden, die heutige Einmündung der Bahnhofstraße in die Bundesstraße 588. Dieser erste Abschnitt war gleichzeitig auch der längste Stationsabstand der Bahn.

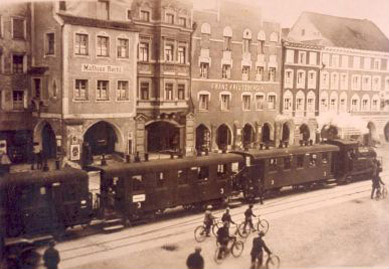
Neuötting: Eine in Richtung Bahnhof Neuötting fahrende Dampfstraßenbahn wartet im Bereich der Ausweiche Stadtplatz auf den Gegenzug. An dritter Stelle läuft einer der beiden Packwagen.

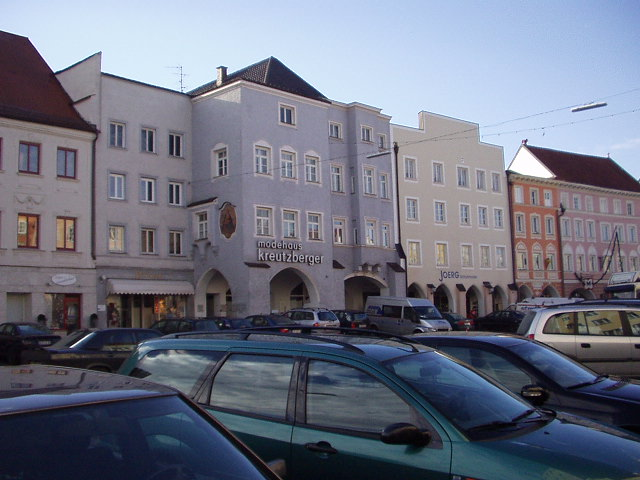
Die gleiche Situation 2005.

An der Straßenkreuzung wandte sich die Dampfstraßenbahn wieder in südliche Richtung und überquerte den Inn, gleichzeitig auch die Stadtgrenze zu Neuötting. Straßenverkehr und Bahn nutzten hierzu gemeinsam die erst 1903 erbaute Marienbrücke. Zuvor wurde allerdings noch der Vorflutkanal der Isen auf einer 10,10 Meter langen Brücke mit einem Überbau aus Blechträgern überquert.
Erste Haltestelle auf Neuöttinger Stadtgebiet war die am südlichen Ufer des Flusses gelegene Haltestelle Innbrücke, direkt beim Riedlschen Gasthaus. Heute befindet sich dort eine Bushaltestelle gleichen Namens. Nach der nächsten Haltestelle Spital, wo sich die erste Ausweichmöglichkeit befand, führte die Strecke im 90-Grad-Winkel nach links in die Straße Landshuter Tor hinein, auch Neuer Stadtberg genannt. Von dort aus erreichten die Züge nach einer weiteren 90-Grad-Kurve bei der Pfarrkirche St. Nikolaus den lang gestreckten Neuöttinger Stadtplatz.
Auf dem Stadtplatz befanden sich drei dicht aufeinander folgende Haltestellen: Pfarrkirche, Marktplatz (mit der zweiten Begegnungsmöglichkeit) und Burghauser Tor. Der Abschnitt Pfarrkirche–Marktplatz war dabei mit nur 205 Metern Länge der kürzeste Haltestellenabstand der gesamten Linie. Anschließend durchquerte die Dampfstraßenbahn das markante Burghauser Tor. Direkt danach folgte bei der sogenannten Müllerbräu-Kreuzung, dem heutigen Kreisverkehr, eine weitere scharfe Rechtskurve. Diese stellte den engsten Bogen der Bahn dar, der Krümmungshalbmesser betrug lediglich 20,0 Meter.
Es folgte die Haltestelle Krankenhaus, anschließend war der Faltermeierberg zu überwinden. Nach dieser zweiten größeren Steigung erreichten die Züge an der Stadtgrenze zur Nachbarstadt Altötting ihre Betriebsstation, die Gemarkungsgrenze verlief mitten durch die Betriebsanlagen (Beschreibung siehe unten). Neben den weiter unten geschilderten Gebäuden befand sich an der Betriebsstation außerdem eine weitere Haltestelle sowie die dritte und letzte Ausweichmöglichkeit der Strecke.
Erste Haltestelle auf Altöttinger Stadtgebiet war die Station Franziskushaus. Endpunkt der Strecke war die zentral gelegene Haltestelle Kapellplatz am Beginn der Neuöttinger Straße, benannt nach der bekannten Altöttinger Gnadenkapelle. Ein direkter Anschluss zur Normalspurstrecke Mühldorf–Burghausen existierte in Altötting nicht. Zwischen der Endstation vor dem ehemaligen Bayerischen Hof (Neuöttinger Straße 5) und dem südlich davon gelegenen Bahnhof Altötting war ein Fußweg von etwa 600 Metern zurückzulegen. Ein Lückenschluss wäre mit einer Trassierung über den Kapellplatz verbunden gewesen, man befürchtete jedoch eine Störung der Gottesdienste. Die Königlich Bayerischen Staats-Eisenbahnen beschrieben die neue Strecke damals wie folgt:
| Die Halteplätze sind durch eine Tafel mit Namensschild gekennzeichnet. Die Bahnsteige erheben sich nicht über die Straßenfläche. Ausweichgleise sind angelegt bei den Halteplätzen Spital, Marktplatz und Betriebsstation. Die Rillenschienenweichen an den Ausweichstellen Spital und Marktplatz besitzen selbsttätige Federung, diese Weichen bedürfen sohin keiner Bedienung. Die übrigen Weichen (Bahnhof Neuötting, Betriebsstation und Kapellplatz) sind mit Umstelleinrichtung versehen, deren eiserne Kästen im Straßenkörper versenkt sind. Eine Umstellvorrichtung befindet sich auf den Lokomotiven. Die Züge halten planmäßig nur in Neuötting Bahnhof, Marktplatz und Kapellplatz. An allen übrigen Haltestellen wird nach Bedarf gehalten.[2] |
Die Neigungsverhältnisse der Strecke sind wie folgt überliefert:
| Das Bahnende liegt um 34,376 m höher als der Anfang. Die größte Steigung in der Richtung nach Altötting ist 5,81 %, in entgegengesetzter Richtung an der Innbrücke 3,53 %.[5] |

## Die Betriebsstation
Betrieblicher Mittelpunkt der Dampfstraßenbahn war die sogenannte Betriebsstation in der Altöttinger Straße 30. Sie war offiziell kein eigenes Bahnbetriebswerk, sondern als Lokomotivhilfsstation einem anderen Bahnbetriebswerk untergeordnet. Die Anlage bestand aus einem Lokschuppen (Remise) und einer offenen Wagenhalle. Die beiden Gebäude waren in Fachwerkbauweise gehalten und besaßen einen holzverkleideten Giebel.
An den Lokschuppen waren außerdem eine Werkstatt und ein Übernachtungsgebäude für das Personal angeschlossen. Der Lokschuppen besaß zwei Gleise von jeweils 20 Metern Länge, in der Wagenhalle standen ferner vier Hebeböcke mit jeweils 1500 Kilogramm Hubkraft zur Verfügung. 1909 wurde die Anlage geringfügig umgebaut, in die Wagenhalle wurde eine Achssenke eingebaut, die zunächst offene Wagenhalle wurde verschlossen.

## Relikte der Bahn
Die Bahnanlagen wurden nach der Betriebseinstellung abgebaut, die im Straßenbelag liegenden Gleise wurden wegen des großen Aufwandes allerdings nicht komplett entfernt. Zum Teil liegen sie noch heute unter dem in den 1930er Jahren aufgetragenen staublosen Straßenbelag. Erst in jüngster Zeit kamen bei Straßenbauarbeiten in Altötting die alten Schienen wieder zum Vorschein. Auch Teile der Betriebsstation in der Altöttinger Straße 30 blieben erhalten, sie dienten seit den 1950er Jahren der Firma Josef Hiebl KG als Geschäftsräume. So steht deren ehemaliger Verkaufsraum auf dem Fundament des ursprünglichen Lokschuppens, das Hauptgebäude selbst entstand nach mehreren Umbauten aus dem früheren Wohn- und Werkstattgebäude.

## Tarif

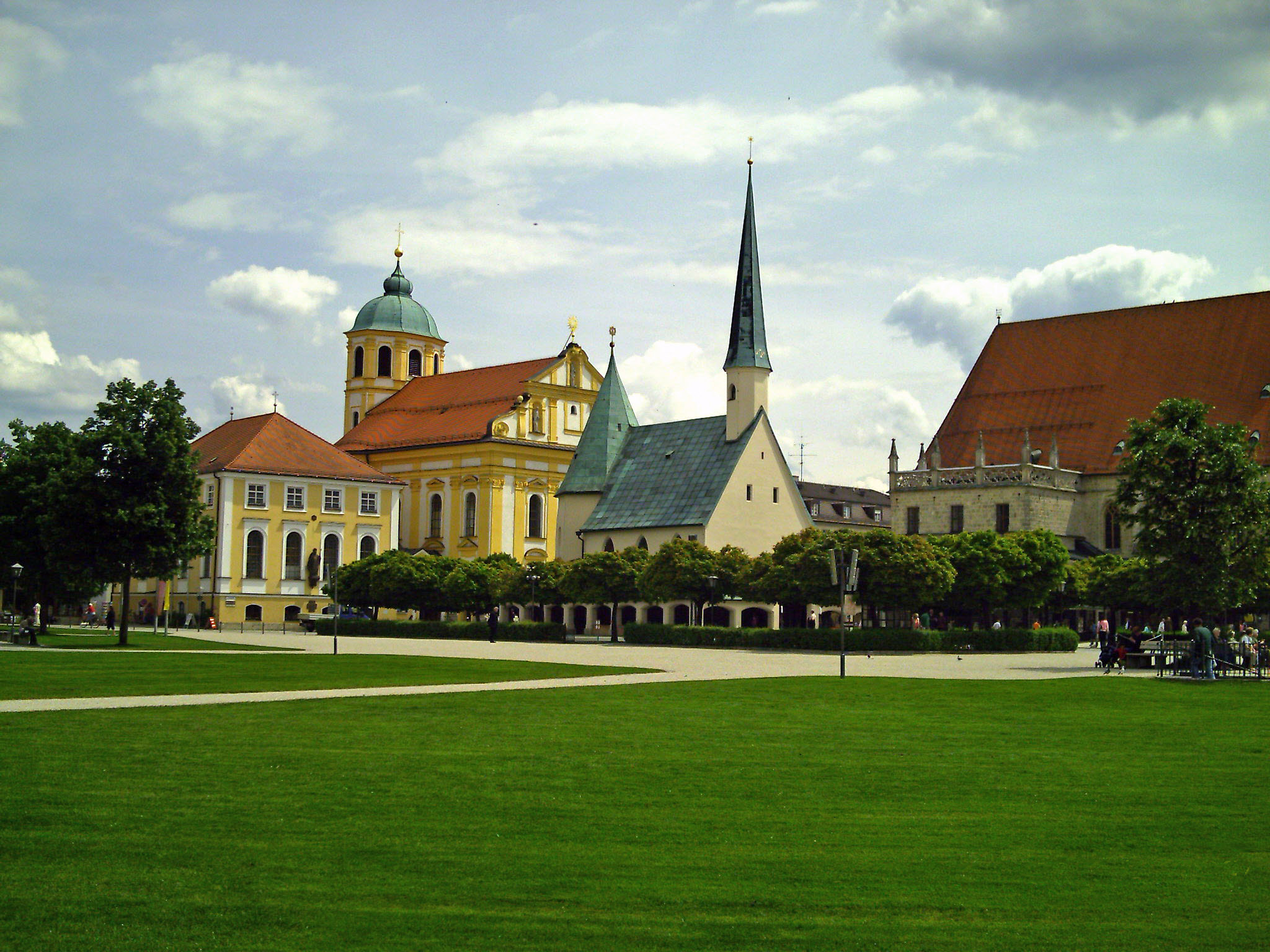
Altötting: die südliche Endstation befand sich direkt beim Kapellplatz, auf dem Platz selbst lagen allerdings keine Schienen.

Die Tarifgestaltung der Dampfstraßenbahn orientierte sich – zumindest in den Anfangsjahren – an derjenigen der Eisenbahn. So kostete beispielsweise die gesamte knapp über fünf Kilometer lange Strecke zwanzig Reichspfennig, für die „halbe Strecke“ wurden zehn Reichspfennig berechnet. Dies entsprach dem Kilometertarif der Deutschen Reichsbahn, nach ihm wurden in der dritten Klasse vier Reichspfennig je Kilometer tarifiert. Um das Betriebsdefizit in Grenzen zu halten wurde der Fahrpreis für die Gesamtstrecke der Dampfstraßenbahn in späteren Jahren jedoch auf 30 Reichspfennig erhöht. Dieser Fahrpreis entsprach dem Kilometertarif der zweiten Klasse, in dieser wurden sechs Reichspfennig je Kilometer kassiert.

## Fahrzeugbestand

### Lokomotiven

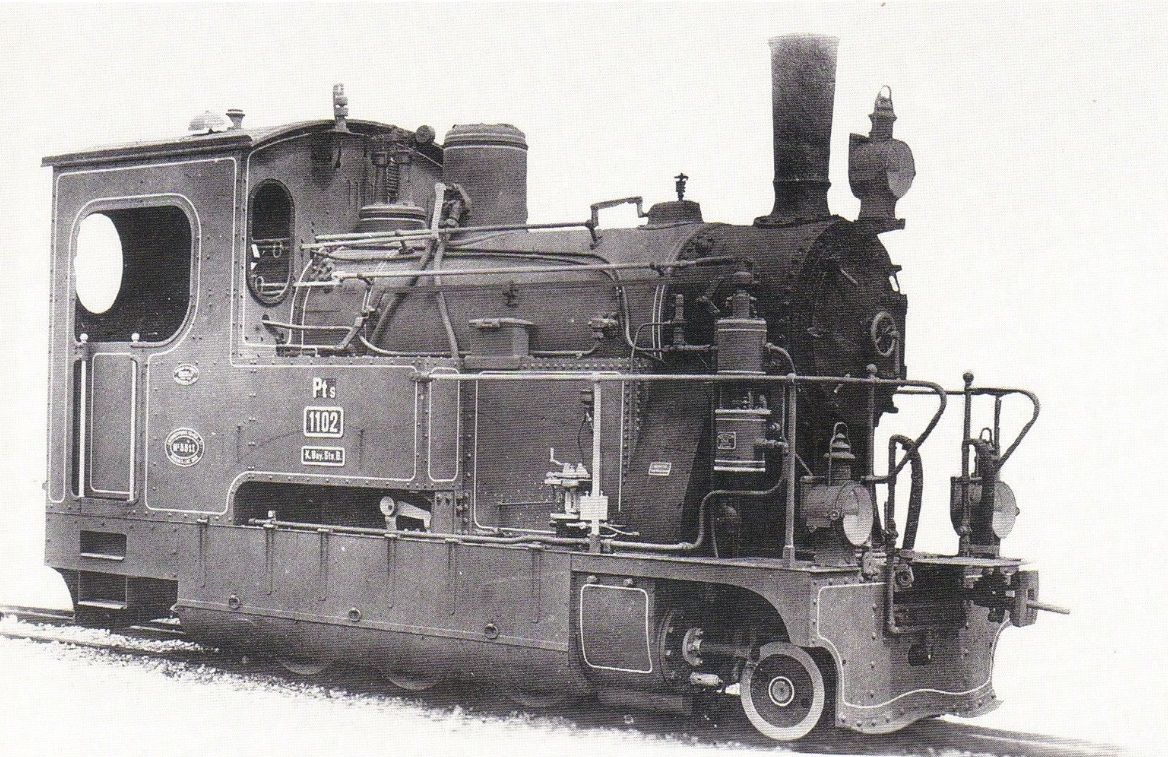
Maschine 1102 zu Zeiten der Königlich Bayerischen Staatseisenbahnen.

Für die Dampfstraßenbahn Neuötting–Altötting bezogen die Königlich Bayerischen Staatseisenbahnen von Krauss in München drei Tenderlokomotiven der Bauart 1'C h2t. Wegen des vorgesehenen Einsatzes im Straßenraum waren die Lokomotiven – wie klassische Straßenbahnlokomotiven – mit einem Umlauf und einer Triebwerksverkleidung versehen. Letztere schützte das Getriebe vor Straßenschmutz und Staub, sollte Fußgänger bei Unfällen vor schweren Verletzungen schützen und verhinderte das Scheuen von Pferden.
Die Lokomotive 1102 musste im Ersten Weltkrieg an die Heeresfeldbahn abgegeben werden, ihr weiterer Verbleib ist nicht bekannt. 1923 wurde deshalb eine vierte, baugleiche Lokomotive in Dienst gestellt. Die 1920 gegründete Deutsche Reichsbahn gab den Lokomotiven 1925 die neuen Nummern 99 131 bis 99 133.
| bay. Nr. | DR-Nr. | Hersteller | Baujahr | Fabrik-Nr. | Einsatz bis | Verbleib                                                      |
| -------- | ------ | ---------- | ------- | ---------- | ----------- | ------------------------------------------------------------- |
| 1101     | 99 131 | Krauss     | 1906    | 5510       | 1930        | 1931 ausgemustert                                             |
| 1102     | keine  | Krauss     | 1906    | 5511       | unbekannt   | verschollen im Ersten Weltkrieg                               |
| 1103     | 99 132 | Krauss     | 1906    | 5512       | 1930        | 1931 ausgemustert                                             |
| 1104     | 99 133 | Krauss     | 1922    | 7986       | 1930        | 1938 zur Kleinbahn Wallersdorf–Münchshöfen; 1949 ausgemustert |

Nach der Betriebseinstellung am 1. April 1930 wurden die drei Lokomotiven der Dampfstraßenbahn abgestellt. 1932 wurde die erst 1922 gebaute 99 133 an die Kleinbahn Wallersdorf–Münchshöfen verkauft. Dort stand sie bis zur Betriebseinstellung Ende 1949 im Güterverkehr im Einsatz und wurde danach in Straubing verschrottet. Die beiden anderen Lokomotiven wurden Anfang der 1930er Jahre ausgemustert und verschrottet.

### Wagen
Insgesamt standen neun Wagen zur Verfügung, darunter sieben vierachsige Personenwagen der 3. Wagenklasse. Sie waren 10,85 Meter lang (Länge über Kupplung), der Wagenkasten selbst war 10,25 Meter lang. Der Achsstand betrug 6,50 Meter, der Drehzapfenabstand 5,0 Meter und das Gewicht 10,65 Tonnen. Dem Einsatzzweck entsprechend waren sie nicht mit Toiletten ausgestattet.
Ergänzt wurden die Personenwagen durch zwei zweiachsige Gepäck- und Dienstwagen mit Postabteil. Ihre Gattungsbezeichnung lautete zunächst PL (Packwagen für Lokalbahnen), ab 1928 dann PwL (Gepäckwagen für Lokalbahnen).
| Nummer          | Gattung         | Baujahr | Hersteller | Sitzplätze | Achsen | Einsatz bis | Bemerkungen                            |
| --------------- | --------------- | ------- | ---------- | ---------- | ------ | ----------- | -------------------------------------- |
| 22901 bis 22907 | CCL             | 1906    | MAN        | 30         | vier   | 1930        | 3. Klasse                              |
| 29981 bis 29982 | PL, ab 1928 PwL | 1906    | MAN        | keine      | zwei   | 1930        | Gepäck- und Dienstwagen mit Postabteil |

Nach der Betriebseinstellung 1930 wurden sechs Wagen noch bei anderen Bahnen eingesetzt. Vier der insgesamt sieben Personenwagen wurden für 21.415,55 Schweizer Franken je Wagen an die Schweizer Bremgarten-Dietikon-Bahn (BD) verkauft. Dort wurden sie unter den Nummern C 26, C 27, C 28 und C 29 in den Wagenpark integriert. Nach der Klassenreform von 1956 wurden sie als B 26, B 27, B 28 und B 29 geführt. Wagen B 27 wurde 1961 in einen Güterwagen umgebaut und war unter der neuen Nummer DZ 101 noch bis mindestens Anfang der 1990er Jahre in Betrieb. Die anderen drei Wagen wurden 1971 ausrangiert. Wagen B 26 wurde noch 1971 verschrottet, die beiden Wagen B 28 und B 29 wurden einige Jahre später an das Hotel Restaurant Stalden beim Bahnhof Berikon-Widen verkauft. Dort existieren sie noch heute und dienen als zusätzlicher Gastraum.
Die beiden Gepäck- und Dienstwagen mit Postabteil verblieben bei der Deutschen Reichsbahn, der PwL 29981 sogar innerhalb der Reichsbahndirektion München. Er kam zur Schmalspurbahn Eichstätt Bahnhof–Eichstätt Stadt(–Kinding), wo er jedoch schon im Oktober 1934 wegen Umspurung der Strecke ebenfalls überflüssig wurde. Der PwL 29982 kam zur Reichsbahndirektion Erfurt, wo er für den Feldbahn-Einsatz unter der Nummer 206 in den Bestand eingereiht wurde.

### Zugbildung
Mit dem vorhandenen Fahrzeugmaterial wurden zwei Zuggarnituren gebildet. Sie bestanden in der Regel aus jeweils einer Lok, drei Personenwagen mit zusammen 90 Sitzplätzen und einem Gepäck- und Dienstwagen mit Postabteil. Die dritte Lokomotive sowie der siebte Personenwagen dienten dabei jeweils als Reserve. Zwischen dem Verlust der Lokomotive 1102 im Ersten Weltkrieg und der Nachlieferung der Lokomotive 1104 im Jahr 1922 stand jedoch keine Ersatzlokomotive zur Verfügung. In Richtung Bahnhof Neuötting fuhren die Lokomotiven stets vorwärts, eine Möglichkeit die Lokomotiven zu drehen bestand nicht. Der Gepäckwagen befand sich in der Regel am Altöttinger Ende des Zuges.

## Besonderheiten
Obwohl man in Bayern auch vor der 1938 in Kraft getretenen Verordnung über den Bau und Betrieb der Straßenbahnen (BOStrab) schon eine klare Unterscheidung zwischen Straßenbahnen und Eisenbahnen kannte, war die hier behandelte Strecke in gewisser Weise eine Mischform zwischen einer klassischen Straßenbahn und einer vollwertigen Eisenbahn respektive Lokalbahn.
Ursächlich hierfür waren zum einen gewisse betriebliche Aspekte, zum anderen die Zugehörigkeit zur Staatsbahn selbst. Denn üblicherweise werden in Deutschland klassische Straßenbahnbetriebe bis heute ausschließlich durch private beziehungsweise kommunale Gesellschafter betrieben. Außer dieser Strecke gab es mit der 1938 verstaatlichten Straßenbahn Ravensburg–Weingarten–Baienfurt nur eine weitere Straßenbahn, die von einer deutschen Staatsbahn betrieben wurde. Die ebenfalls als Straßenbahn konzessionierte Güterbahn Deuben wurde zwar von den Königlich Sächsischen Staatseisenbahnen erbaut, jedoch von der Dresdner Straßenbahn betrieben.
Konsequenterweise wurde der Fahrplan der Dampfstraßenbahn Neuötting–Altötting daher stets auch im jeweiligen Eisenbahn-Kursbuch veröffentlicht. Ebenfalls ungewöhnlich für eine Straßenbahn: die einzelnen Fahrten wurden mit Zugnummern unterschieden.
Eine große Rolle spielte in diesem Zusammenhang auch das Eisenbahn-typische äußere Erscheinungsbild der Bahn, denn zwischen Neuötting und Altötting wurden klassische Eisenbahnfahrzeuge eingesetzt. Sowohl die Lokomotiven als auch die vierachsigen Personenwagen waren für damalige Straßenbahnen höchst untypisch.
Nicht zuletzt deshalb wird in der Literatur häufig auch die alternative Bezeichnung Lokalbahn Neuötting–Altötting verwendet. Aber auch offiziell wurde die – sachlich falsche – Bezeichnung Lokalbahn mitunter verwendet. So zum Beispiel in den Oberpolizeilichen Vorschriften für die Lokalbahn Neuötting–Altötting. In ihnen wurde für gewisse Streckenabschnitte eine bestimmte Höchstgeschwindigkeit vorgeschrieben. Und auch die Beschreibung der Bahnlinie Neuötting–Altötting – veröffentlicht im Jahresbericht der Königlich Bayerischen Staatseisenbahn = Verwaltung für das Betriebsjahr 1906 – spricht von einer Lokalbahn.